# ジス・イズ・ホンダ
ジス・イズ・ホンダ（THIS IS HONDA）は、ジャズピアニストの本田竹曠が 1972年に発表した、ピアノ・トリオ編成によるアルバムである。

## 解説
ジャズピアニストの本田竹曠が、鈴木良雄、渡辺文男と結成したトリオ編成で、1972年に録音したアルバムである。1966年のプロデビュー後、しばらく本田竹彦名義で、渡辺貞夫のクインテットやトリオ編成で活動していたが、1969年、音響機器メーカー、トリオ（現：ケンウッド）のレコード部門であるトリオレコードと契約し、1970年には初のリーダー・アルバムを発表した。1972年には本田竹曠と改名し、主にトリオ編成での活動を始めた。4月18日にはベーシストの鈴木良雄と、渡辺貞夫の実弟であるドラマーの渡辺文男とともに、東京のイイノホールで菅野沖彦の監修のもとにレコーディング・セッションが行なわれ、バラードを中心とした6曲のスタンダード・ナンバーがステレオ録音された。このアルバムは、スイングジャーナル誌ジャズディスク大賞の最優秀録音賞を受け、本田の代表的なアルバムのひとつとされている。

## 収録曲
初出アナログ・レコードの表記に基づく。括弧内は作者。
1. 恋とは何か、君は知らない　You Don't Know What Love Is (Don Raye|, Gene de Paul)
2. バイ・バイ・ブラックバード　Bye Bye Blackbird (Mort Dixon, Ray Henderson)
3. ラウンド・アバウト・ミッドナイト　Round About Midnight (Thelonious Monk, Bernie Hanighen, Cootie Williams)
4. 朝日の如くさわやかに　Softly As In A Morning Sunrise (Sigmund Romberg, Oscar Hammerstein II)
5. ホェン・サニー・ゲッツ・ブルー　When Sunny Gets Blue (Jack Segal, Marvin Fisher)
6. シークレット・ラヴ　Secret Love (Paul Francis Webster, Calamity Jane)

## 演奏者
- 本田竹曠　ピアノ
- 鈴木良雄　ベース (＃3には不参加)
- 渡辺文男　ドラムセット (＃3には不参加)

## 発売記録
- レコード　1972年　トリオレコード　PA-7005
- CD　1980年代　アートユニオン　ART-01CD-2
- CD　1994年11月25日　ヴィーナス・レコード　TKCZ-79075
- CD　1999年1月22日　アブソード・ミュージック・ジャパン　ABCJ-4
- CD　2003年6月25日　同上　ABCJ-272
- CD　2012年2月22日　ソリッド・レコード　CDSOL-1484

## 受賞歴
- 『スイングジャーナル』選定 第6回（1972年度）ジャズ・ディスク大賞 – 最優秀録音賞